# Chañar Ladeado
Chañar Ladeado es una localidad del departamento Caseros, provincia de Santa Fe, Argentina. Se ubica a 162 km de Rosario y a 315 km de la ciudad de Santa Fe, siendo la RP 93 su principal vía de comunicación.

## Historia
Juan Gödeken había llegado a Argentina desde su Alemania natal allá por 1880. Primero se dedicó al negocio de la lana, pero más tarde decidió intentar un negocio que presentaba mejor perspectiva: el fraccionamiento de terrenos vírgenes para su venta a los colonos. Gödeken no solía explotar por su cuenta los campos ni vivía demasiado tiempo en esas tierras, lo cual hizo que encontrara en ese comercio una importante fuente de ingresos.

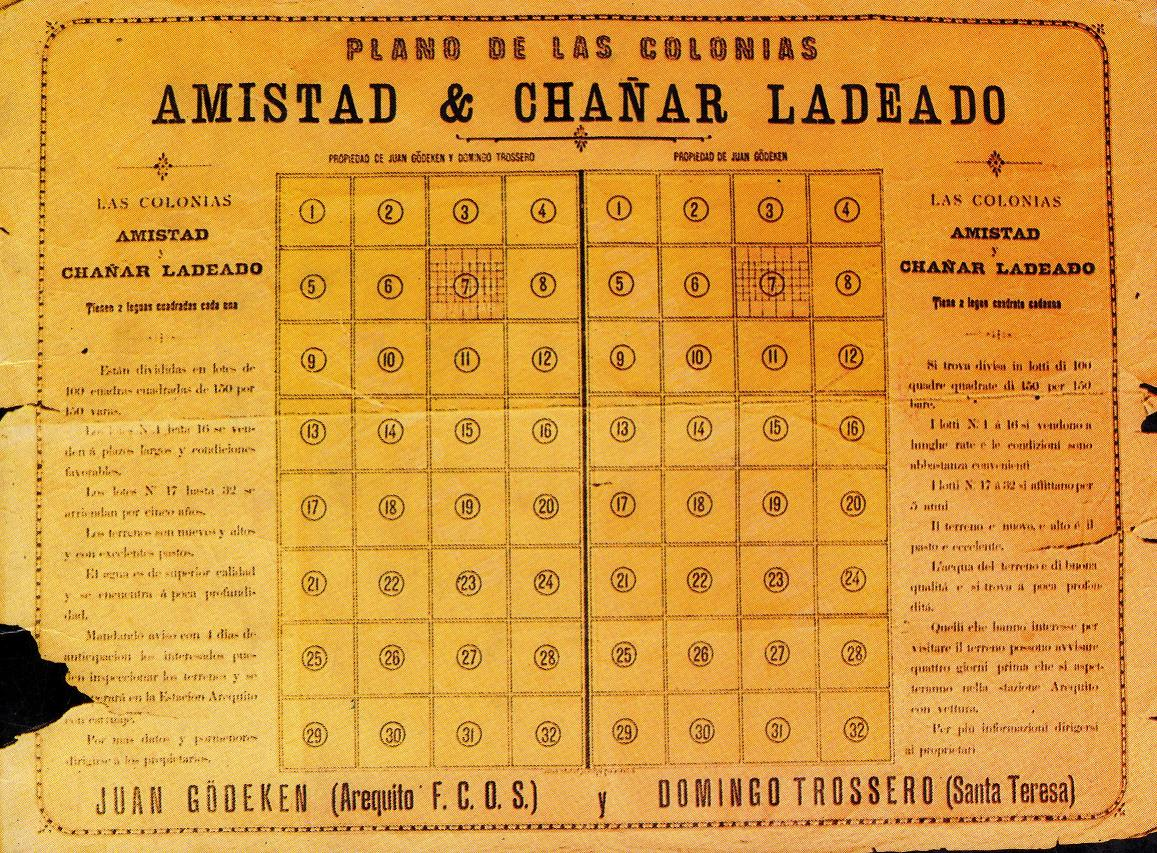
Plano de las colonias Amistad y Chañar Ladeado.

El 28 de octubre de 1884 se sanciona la Ley de Tierras Públicas que flexibilizó el régimen para que un particular pudiese adquirir tierras fiscales. Lo que esta ley exigía era la presentación de planos a su aprobación por el gobierno, si se decidiera fundar una colonia.
El 25 de noviembre de 1887 se sanciona la Ley de Excepción de Impuestos que abrió aún más el camino. A partir de ese momento, Juan Gödeken fundó la mayor parte de sus colonias (lo mismo que hicieron muchos otros colonizadores). La norma obligaba además a destinar a cada centro poblado predios para parroquia, escuela, juzgado de paz, hospitales y plazas públicas, además de calles de 20 m de ancho.
El 29 de septiembre de 1890 Gödeken compró dos leguas cuadradas (unos 64 km²) que serían la colonia Chañar Ladeado, fraccionó el área, destinó un lote para el asentamiento del pueblo, pero nunca hizo aprobar los planos.
La ganancia que obtenía Gödeken, aun vendiendo a plazos, sin pagar un solo peso de impuestos, hacía que intentara desprenderse rápidamente de la tierra y no preocuparse demasiado por el destino final de los pueblos que iban creándose. Incluso en sus boletos de compra-venta, quedaba a cargo del comprador la apertura de calles. En ocasiones fue nombrado presidente honorario de la comisión de festejos patronales (Diario La Nación - 13 de junio de 1903), pero no hay indicio de su presencia en el pueblo durante los festejos.

### Toponimia
El nombre del pueblo pudo haber sido provisorio, echando mano a la geografía circundante, en la que aparecían varios chañares. Este árbol no se distingue por poseer un fuste recto, lo que dificultaría el trámite de buscar el lugar donde pudo haber estado el «chañar ladeado» que supuestamente inspiró al fundador.

### Creación de la Comuna
- 14 de marzo de 1900

### Presidentes comunales
| Nombre                     | Partido          | Inicio mandato           | Fin mandato             | Observaciones |
| -------------------------- | ---------------- | ------------------------ | ----------------------- | --- |
| Francisco Acuña            |                  | 15 de septiembre de 1891 | 4 de abril de 1894      | No existía el cargo ya que Chañar Ladeado dependía de San José de la Esquina. Nombrado Teniente Juez de la Colonia dependiendo del juzgado de San José de la Esquina.                                |
| Francisco Acuña            |                  | 4 de abril de 1894       | 4 de enero de 1899      | Confirmado en su cargo por el gobierno provincial. |
| Pedro Torres               |                  | 4 de enero de 1899       | 29 de agosto de 1899    | Ley de creación del Registro Civil Provincial. Dictada el 25/1/1896 pero promulgada el 4/1/1899. Creación del cargo de juez de paz como autoridad local.                                             |
| Carlos Anabia              |                  | 29 de agosto de 1899     | 14 de marzo de 1900     | Juez de paz como autoridad local. |
| Fulgencio Lapedra          |                  | 14 de marzo de 1900      | Abril de 1900           | Se creó, por decreto provincial la primera Comisión de Fomento. Nombrado como Presidente de la Comisión. Renuncia.                                                                                   |
| Esteban Crosetti           |                  | 16 de abril de 1900      | Enero de 1900           | Renuncia. |
|                            |                  | 7 de enero de 1901       | 6 de junio de 1902      | Frente a la renuncia de toda la Comisión de Fomento, el gobierno provincial decide disolver el cargo y volver a la situación anterior dependiendo de San José de la Esquina.                         |
| Pedro Francisco Bruno      |                  | 6 de junio de 1902       | 8 de agosto de 1904     | Nombrado por el gobierno provincial como Presidente de la Comisión de Fomento. |
| Antonio Armaburu           |                  | 8 de agosto de 1904      | 8 de agosto de 1905     | Nombrado por el gobierno provincial como Presidente de la Comisión de Fomento. |
| Ignacio Terré              |                  | 8 de agosto de 1905      | ¿?                      | Nombrado por el gobierno provincial como Presidente de la Comisión de Fomento. |
| Antonio García             |                  | Junio de 1909            | 20 de agosto de 1910    | |
| Antonio García             |                  | 20 de agosto de 1910     | 8 de julio de 1912      | |
| Antonio García             |                  | 8 de julio de 1912       | 5 de enero de 1914      | El 25 de julio de 1913 se promulgó la ley de elección directa de las autoridades comunales por período de dos años.                                                                                  |
| José Galvano               | Unión Vecinal    | 5 de enero de 1914       | Mayo de 1914            | Renuncia. |
| Juan María Bertero         | Unión Vecinal    | 1914                     | 1915                    | Primer suplente en la Comisión de Fomento. |
| Juan María Bertero         | Unión Vecinal    | 1916                     | 1918                    | |
| José Foresto               | Unión Vecinal    | 1918                     | 1920                    | |
| José Foresto               | Unión Vecinal    | 1922                     | 1924                    | |
| José Foresto               | Unión Vecinal    | 1924                     | 1926                    | |
| Antonio Aramburu           | Unión Vecinal    | 1926                     | 1928                    | |
| José Foresto               | Unión Vecinal    | 1928                     | 1929                    | |
| Juan Luciani               | Unión Vecinal    | 1929                     | 1930                    | El 14 de febrero empezó a firmar documentos en nombre de la comuna pero no inició su cargo hasta la muerte de José Foresto, el 12 de marzo de 1929.                                                  |
| Carlos Cambursano          | Unión Popular    | 1930                     | 1930                    | |
| Cecilio Saluzzo            |                  | 1930                     | 1932                    | Interventor designado por el gobierno provincial. |
| Alfredo Avalis             | PDP              | 1932                     | 1935                    | |
| Alejandro Camusso          |                  | 1935                     | 1937                    | Interventor designado por el gobierno provincial. |
| Héctor Álvarez             |                  | 1937                     | 1938                    | Interventor designado por el gobierno provincial. |
| Jaime Milberg              |                  | 1938                     | 1938                    | Secretario de la Comuna designado interventor por el gobierno provincial. |
| Héctor Álvarez             |                  | 1938                     | 1940                    | |
| Felipe Mackey              | Defensa comunal  | 1940                     | 1942                    | |
| Alejandro Camusso          |                  | 1942                     | 1943                    | |
| Alejandro Camusso          |                  | 1943                     | 1944                    | Interventor designado por el gobierno provincial. |
| Jorge Sacco Scarafia       |                  | 1944                     | 1946                    | |
| Oreste Pellegrini          |                  | 1946                     | 1948                    | |
| Jorge Sacco Scarafia       |                  | 1948                     | 1952                    | Se extendió la duración del periodo a 4 años. |
| Jorge Sacco Scarafia       |                  | 1952                     | 1955                    | Interventor designado por el gobierno provincial. |
| Ricardo O'Flaherty         |                  | 1955                     | 1955                    | Interventor designado por el gobierno provincial. |
| Luis Luciani               |                  | 1955                     | 1955                    | Interventor designado por el gobierno provincial. |
| Angel Denipotti            |                  | 1955                     | 1955                    | Interventor designado por el gobierno provincial. |
| Jorge Sacco Scarafia       | UCRI             | 1958                     | 1960                    | |
| Pedro Venaría              | PDP              | 1960                     | 1963                    | |
| Manuel Aramburu            |                  | 1963                     | 1965                    | |
| Pedro Venaría              |                  | 1965                     | 1966                    | Interventor designado por el gobierno provincial. |
| Pedro Venaría              |                  | 1966                     | 1967                    | |
| Godofredo Mancini          |                  | 1967                     | 1973                    | Interventor designado por el gobierno provincial. |
| Carlos Irazuzta            | PDP              | 1973                     | 1975                    | |
| Ricardo Landriel           |                  | 1976                     | 1976                    | Secretario de la Comuna designado interventor por el gobierno provincial. |
| Carlos Irazuzta            |                  | 1976                     | 1983                    | Interventor designado por el gobierno provincial. |
| José Antonio Silva         | PJ               | 1983                     | 1985                    | |
| José Mattiacci             | PJ               | 1985                     | 1987                    | |
| José Mattiacci             | PJ               | 1987                     | 1989                    | |
| Carlos Antinori            | PJ               | 1989                     | 1991                    | |
| Susana García              | UCR              | 1991                     | 1993                    | |
| Susana García              | UCR              | 1993                     | 1995                    | |
| Susana García              | UCR              | 1995                     | 1997                    | |
| Susana García              | UCR              | 1997                     | 1999                    | Presentación de una sola lista en las elecciones comunales. |
| Susana García              | UCR              | 1999                     | 2001                    | |
| Raúl Serra                 | PS               | 2001                     | 2003                    | |
| Raúl Serra                 | PS               | 2003                     | 2005                    | |
| Raúl Serra                 | PS               | 2005                     | 2007                    | Presentación de una sola lista en las elecciones comunales. |
| Raúl Serra                 | PS               | 2007                     | 2009                    | |
| Raúl Serra                 | PS               | 2009                     | 7 de diciembre de 2011  | |
| Hugo Priotti               | Unión por Chañar | 7 de diciembre de 2011   | Septiembre de 2012      | Se licenció del cargo debido a un accidente de tránsito sufrido el 19 de septiembre de 2012. Asume María del Carmen Manassero por ser la segunda en la línea de mando dentro de la Comisión Comunal. |
| María del Carmen Manassero | Unión por Chañar | Septiembre de 2012       | 8 de diciembre de 2013  | |
| Matías Dichiara            | UCR              | 7 de diciembre de 2013   | 10 de diciembre de 2021 | |
| Federico Valle             | UCR              | 10 de diciembre de 2021  |                         | |

## Santo patrono

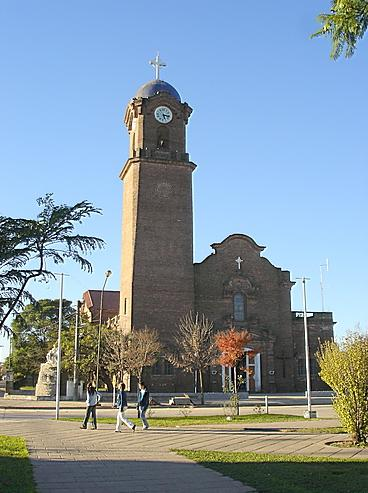
Parroquia San Juan Bautista.

Desde 1897, año en el que fue fundada la primera iglesia parroquial, se festeja cada 24 de junio San Juan Bautista, santo patrono de Chañar Ladeado, en una jornada de día feriado para las actividades del pueblo.
En los primeros tiempos, cuando vivía mucha gente en el campo, los preparativos comenzaban el día anterior y se partía hacia el pueblo muy temprano. Los festejos se iniciaban con el almuerzo, que solía ser pasta. Por la tarde se hacía una procesión en honor al santo, más tarde las kermeses y, para terminar, un gran baile popular que duraba hasta la madrugada.
Las fiestas patronales duraban varios días y eran organizadas en la primera época por la comisión de fomento, que destinaba lo recaudado a distintos fines, como la construcción del edificio comunal o el hospital.

## Parajes
- Colonia Carlitos

Hoy perteneciente al distrito de Chañar Ladeado, esta colonia fue fundada por Juan Gödeken en 1893, en un área de 3 leguas cuadradas. Llegó a tener en 1895 unos 220 habitantes. La colonia no disponía de comercio y no habían llegado a formar un pueblo.
Al igual que todas las colonias agrícolas de la zona, debían llevar el cereal a la línea ferroviaria que pasaba por las estaciones de Arteaga, San José de la Esquina o Arequito.
- Colonia República

Se puede decir que este fue el primer asentamiento en la zona más cercana a Chañar, al punto que hoy forma parte de su distrito.
La colonia fue fundada en el mes de agosto de 1888. La cuadra costaba $20 y el plazo de pago alcanzaba los cinco años.
- Colonia Santa Catalina

- Paraje Cuatro Esquinas

## Símbolos comunales
Hasta cerca del centenario de Chañar, este no contaba con símbolos que lo identificaran, por tal motivo la Comisión Central del Centenario realizó una convocatoria de concursos libres y abiertos para el diseño de un escudo, una bandera y la letra de una canción. A fines de 1990 se realizó la elección.

### El escudo
Martín Mattiacci (hijo de José Mattiacci, Presidente Comunal entre 1985 y 1989) se llevó el primer premio en el caso del escudo. El diseño muestra la imagen de un chañar junto con los signos representativos de la producción agraria e industrial del pueblo, todo rodeado con dos ramas de laurel más las banderas argentina y santafesina.

### La Bandera
La bandera fue la creación de un grupo de, por aquel entonces, estudiantes secundarias del Instituto del Perpetuo Socorro. El grupo estaba formado por Andrea Capellari, Andrea Cappa, Mariana Maccari, Carina Barberis y María Cristina Barulich. La bandera está formada por tres franjas verticales, una celeste, una blanca y otra amarilla y en su centro se halla el mapa de la provincia de Santa Fe en color verde y símbolos de riqueza agraria.

### La Canción
La canción fue escrita por Mirley Avalis, siendo elegida de entre unas treinta canciones presentadas. Una vez escogida la letra, el director de la Banda de Música Comunal, Lito Turini, compuso la música. La canción fue estrenada el 17 de agosto de 1990, durante un acto en la Escuela Fiscal N° 213.

#### Letra
Canción a Chañar Ladeado

Tu historia es una historia de inmigrantes
que trazaron un dia tus caminos
y el oro del trigal marco destinos
para aquellos primeros habitantes.

Una tarde de sol, noble espejismo,
de aquellos que soñaban tu trazado
bajo un chañar agreste e inclinado,
firmaron a su sombra tu bautismo.

Era un canto de fe, pueblo heredado
con aliento a raíz y clara estrella.
Dios entonces bajaba hasta la huella
bendiciendo a mis antepasados.

Se escribieron los días con un canto
y los surcos besaron la semilla;
un ruego quieto fue oración sencilla
de la llanura mística hasta el barranco.

Hoy que en tu pulso el corazón abarca
un aleluya azul de bronce sin badajo
hasta el rebelde corazón de un pájaro,
regresa con amor a su comarca.

## Educación
- Instituto Nuestra Sra. del Perpetuo Socorro
  - Escuela de nivel primario
  - Escuela de nivel secundario
  - Nivel Terciario:
    - Profesorado en enseñanza primaria
    - Técnico Superior en Administración de Empresas
- Escuela de Educación Secundaria Modalidad Técnico Profesional N.º 289 Bernardino Rivadavia
- Escuela Fiscal N.º 213 San Martín (Fundada el 1 de junio de 1897)
- Escuela de Enseñanza Media N.º 419 Domingo Faustino Sarmiento
- Jardín de Infantes N° 31 Sara Eccleston
- Escuela Especial Bambi
- Escuela de Enseñanza Media para Adultos N.º 1203
- Taller Manual N° 146
- Escuela Rural N° 6310
- CAEBA - Centros de Alfabetización y Educación Básica para Adultos

## Festividades

### Fiesta Nacional del Porcino

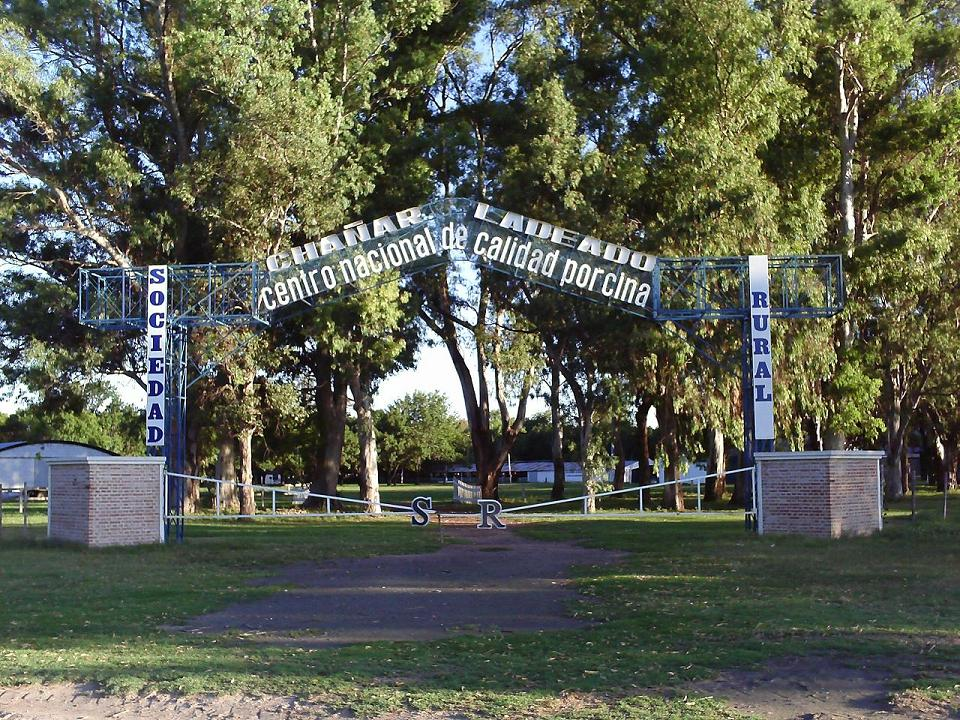
Sociedad Rural Chañar Ladeado.

La primera Fiesta Nacional del Porcino se abrió el 10 de noviembre de 1970, dando paso a un programa que incluyó conferencias técnicas para productores sobre diversos temas como alimentación y tratamiento de enfermedades porcinas; exposición de reproductores, concursos de apreciación de calidad y otros actos.
La fiesta contó con el apoyo técnico de la Secretaria de Agricultura y Ganadería de la Nación, la Junta Nacional de Carnes y la Corporación Argentina de Productores, más el auspicio de la Asociación Argentina de Criadores de Cerdos.
El éxito de la primera fiesta se coronó en el Baile de Gala el sábado 14 en el salón del Club Chañarense, donde además fue elegida la Reina Nacional del Porcino.
La fiesta fue animada por la orquesta de José Libertella, entre otros y continuó el día domingo con un almuerzo en el club Independiente y se cerró el mismo día con el remate de reproductores porcinos y la actuación de la peña folclórica Yaraví en el predio de la Sociedad Rural.
Actualmente se realiza en la segunda quincena de octubre.

### Carnavales
Desde 1998, el espíritu de trabajo en conjunto de veinte instituciones de la localidad, convoca a la región a los Super Carnavales, participando 20 carrozas realizadas por las instituciones locales, más una comparsa que invitan a una nutrida concurrencia, de hasta 12.000 personas, que pueden divertirse con un desfile estelar de artistas que transitan por su escenario mayor.

#### Espectáculos destacados
Por el escenario pasaron espectáculos musicales como los de Los Auténticos Decadentes,  León Gieco, Bersuit Vergarabat, La Mosca, Los Pericos, La Mona Jiménez, Sabroso, Los Nocheros, El Chaqueño Palavecino, Soledad, Banda XXI, Kapanga, La Mancha de Rolando, Babasónicos, La Barra, Luciano Pereyra, Jean Carlos y Jorge Rojas, entre otros.

#### Noches récords[3]
La fiesta tuvo a lo largo de los años momentos inolvidables. Algunas de las noches récords fueron:
- Bersuit Vergarabat: 16.000
- Los Nocheros: 12.500 personas
- La Barra: 10.000 personas
- Jorge Rojas: 8.500 personas
- Chaqueño Palavecino: 8.000 personas
- La Mona Jiménez: 8.000 personas
- Soledad: 8.000 personas
- Jean Carlos: 7.500 personas

### Fiesta de las colectividades
Esta festividad se realiza cada 29 de noviembre en la plaza 25 de Mayo. En ella se conjugan la posibilidad de degustar platos típicos de distintas regiones del mundo, observar bailes tradicionales y apreciar artesanías de artesanos locales.

## Deportes

### Fútbol

#### Club Social Deportivo Mutual Chañarense
El Club Social Deportivo Mutual Chañarense es el primer club deportivo fundado en la localidad. Fundado el 24 de julio de 1910.
Su principal actividad es el fútbol, pero también se practicam deportes como hockey femenino sobre césped, kung fu, yoga, natación, bochas, patinaje artístico, fútbol femenino, gimnasia artística y tenis.

#### Independiente Atletic Club
Fundado el 10 de diciembre de 1918.
En el club se practican diversas actividades: fútbol, tenis, hockey femenino sobre césped, natación, bochas, pádel, básquet, pelota paleta.
A Independiente se le apoda "El Coreano y La Corea".
Este club es el único que representó a la Liga Interprovincial de Fútbol en la Copa Santa Fe. Todo comenzó en la ciudad de Villa Cañás el día domingo 22 de mayo, cuando el coreano se enfrentó al club Studebaker de aquella localidad, siendo derrotado por un resultado en contra de 3 a 2. 
Una semana después, el sábado 28, Independiente jugó la vuelta de esa eliminatoria, venciendo al conjunto de Villa Cañás con una goleada: 5 a 1 a favor del Coreano. El global fue a favor de Independiente (7-4)
Luego, el 18 de junio, Independiente se enfrentaría al club venadense de Sportivo Rivadavia que disputaba el Torneo Federal B y la Liga Venadense de Fútbol. En El Coloso, el partido fue 1 a 1. Hubo polémica con las barrabravas de ambos clubes en Chañar Ladeado. 
Una semana después, el sábado 25 de junio, Independiente se jugaría la clasificación en la ciudad de Venado Tuerto. Históricamente, el conjunto coreano venció a los de Venado Tuerto por un resultado de 3 a 2 de visitante. 
El global de ese partido fue a favor del histórico Independiente (4-3 a favor) 
La Corea, el día 10 de julio de 2016, se enfrentó a Rosario Central. El equipo rosarino ganó 3 a 1, acabando la Copa Santa Fe para Independiente.

### Bochas

#### Parque Bochin Club
Este sencillo juego llegó junto con los inmigrantes y fue el más popular por aquellos primeros años del pueblo. Esta popularidad y la falta de canchas en terrenos privados hicieron que la gente encontrara en las calles del pueblo la cancha perfecta para jugarlo.
Esta práctica sobre las calles del pueblo trajo más de un dolor de cabeza para los vecinos y para los presidentes comunales de turno que no encontraban manera de evitar que se ocuparan terrenos públicos impidiendo el tránsito normal de los vehículos por esos lugares.

### Automovilismo

#### Motor Club Chañar Ladeado
Fundación: 11 de mayo de 1959
Características del circuito:

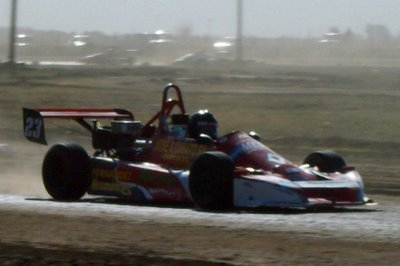
Carrera de F-2 en Chañar Ladeado.

Trazado de 1300 m de extensión con zonas trabadas con partes muy rápidas como son la recta larga (frente a boxes) y el curvón de ingreso a esta.
La recta larga desemboca en la primera curva. Luego se llega a una chicana amplia. Luego, antes del giro a la izquierda se encuentra una corta recta opuesta que termina en el ingreso al amplio curvón que termina en la recta principal.

### Otros Deportes

#### Aeroclub Chañar Ladeado
Cuenta con una pista de césped, 3 avionetas y un aerotaxi. Se ubica en la zona rural sur de la localidad, a escasos metros de la zona urbana.

#### Club de Caza y Pesca
Se ubica camino a la vera del camino al cementerio comunal. Cuenta con instalaciones propias.

## Observatorio Astronómico Comunal

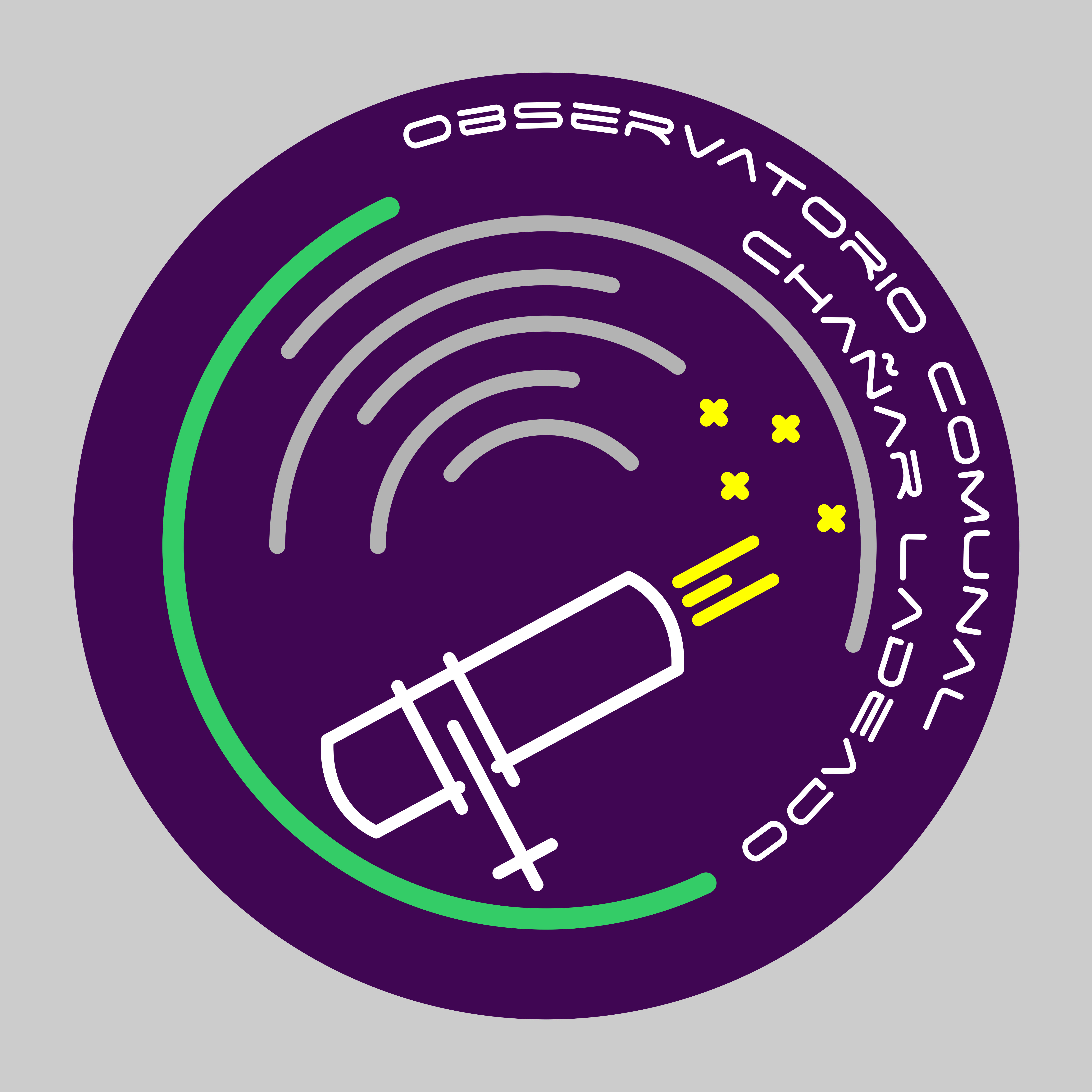
Observatorio Comunal

El observatorio Comunal de Chañar Ladeado, fue una donación de la familia Irazuzta, inaugurado el 27 de noviembre de 1997 cuando "Irazuzta Hnos SRL" cumplió 100 años de trayectoria comercial e industrial. Este regalo para la comunidad fue la forma de agradecer lo recibido en 100 años.
El observatorio esta instalado en el predio del  Museo Comunal. Es tan importante como el observatorio de Rosario y el de Córdoba por la capacidad de visualización de su potente lente. Por lo tanto, un lugar de estudio y observación del firmamento de notable importancia regional.
Cuenta con un telescopio reflector newtoniano de 38 cm de diámetro y una sala de Conferencias con capacidad para 30 personas.

## Evolución de la población[5]
- 2010: 5.639 habitantes
- 2001: 5.708 habitantes
- 1991: 5.757 habitantes

### Datos del Censo Nacional de Población, Hogares y Vivienda 2010
- Hombres: 2.729
- Mujeres: 2.910

- Residentes en Zona Rural: 40 habitantes
- Residentes en Viviendas Colectivas (residencias para ancianos): 73 habitantes

## Conflicto Agropecuario 2008
El piquete rural de Chañar Ladeado fue conocido informalmente como Comando Ruta 93.

## Ciudades hermanas
- Monchiero, Italia

## Parroquias de la Iglesia católica en Chañar Ladeado
| Diócesis  | Venado Tuerto     |
| --------- | ----------------- |
| Parroquia | San Juan Bautista |